# Mira Rai
Mira Rai (en nepalí मीरा राई, Sanu Duma, 1989) es una deportista nepalí.
Sólo sus hermanos varones pudieron estudiar y ella no tuvo acceso a una educación formal. A los 11 años transportaba sacos de arroz de 28 kilos a tres horas de su pueblo, para poder revenderlos. A los 14 años decidió unirse a la guerrilla maoísta durante 7 meses, un grupo de ideología comunista. Pero cuando la guerra terminó en 2006, se inscribió al programa de rehabilitación del gobierno y siguió corriendo por diversión. No contaba con comida, equipación o dinero y en su primera carrera se desplomó. Después se mudó a Katmandú y con el entrenamiento de un profesor de karate, pudo seguir entrenando. Corrió en la montaña hasta 80 kilómetros y fue patrocinada por Red Bull, quién tras ganar la envió a competir en Europa. Es auspiciada por la marca Salomon, Red Bull, entre otras.  Entre sus logros está la carrera de 80 kilómetros Mont Blanc en la que tiene un récord.
Se convirtió en la atleta más destacada en Nepal, actualmente está especializada en maratones, ultramaratones y correr por la montaña.
Se filmó un documental sobre sus logros.

## Competencias
- 23 de marzo de 2014, Primer puesto, Himalayan Outdoor Festival 50 km.
- 21 de abril de 2014, Primer puesto, Mustang Trail Race
- 13 de agosto de 2014, Primer puesto con 6:36:30, Sellaronda Trail Race 57 km.
- 28 de agosto de 2014, Primer puesto, Trail Degli Eroi 83 km.
- 4 de julio de 2015, Primer puesto, Barro Sky Night
- 26 de julio de 2015, Primer puesto con nuevo récord, Mont Blanc 80 km.

"Empecé a correr para escapar de mi futuro"
Mira Rai, noviembre de 2015.